# میتسوئو تسوکاهارا
میتسوئُو تسوکاهارا (به انگلیسی: Mitsuo Tsukahara) ورزشکار مرد رشتهٔ ژیمناستیک هنری اهل کشور ژاپن است. وی در بین سال‌های ۱۹۶۸ تا ۱۹۷۶ میلادی در مسابقات بازی‌های المپیک تابستانی در مجموع ۹ مدال، شامل ۵ مدال طلا ، ۱ نقره و ۳ برنز را کسب کرد.